# Antoni Escolà Gibert
Antoni Escolà Gibert (Reus, 25 de setembre de 1904 - 18 de juny de 1986) va ser un metge, fotògraf i excursionista català.
De família benestant, després de llicenciar-se en medicina a la Universitat de Barcelona, va establir a Reus l'any 1929 una consulta privada, on va exercir molt de temps com a metge de capçalera. Fins a la seva mort, als 82 anys, encara actuava com a metge i feia visites domiciliàries.
Aficionat a la fotografia va formar part de diverses associacions, com l'Agrupació Fotogràfica de Reus, participant en alguns concursos. Es va iniciar com a fotògraf amb 16 anys, i més endavant va rebre influències del col·lectiu local «el trípode» (Eduard Borràs, Manuel Cuadrada i Josep Prunera). Els temes que va treballar eren sobretot el muntanyisme i imatges relacionades amb esports: esquí, nàutica, aviació i escalada. A principis dels anys 1930 va provar el cinema. D'ell es conserven reportatges cinematogràfics sobre la pròpia vida familiar i sobre les seves excursions, tant a peu com amb esquís, sobretot als Pirineus i als Alps.
Era membre, i en va ser president, de l'Associació Excursionista de Reus, on va organitzar una secció fotogràfica que dirigia Manuel Cuadrada.
Casat l'any 1934 amb Teresa Fàbregas, va tenir tres fills. La filla gran, Teresa, nascuda a Reus el 1935, va morir amb 41 anys. A l'inici de la guerra civil va ser mobilitzat i enviat a Belchite. Teresa Fàbregas, l'esposa, tenia un germà policia a Olot i va marxar cap aquella població amb la seva filla Teresa i el segon fill, també nascut a Reus el 1937. A Olot va néixer el seu tercer fill l'any 1938.
A la postguerra, després d'una depuració, va seguir exercint de metge i dedicant-se a la fotografia i a la muntanya. Una part important de les seves imatges es conserva al Centre de la Imatge Mas Iglesias. Moltes de les seves fotografies s'han usat per il·lustrar llibres sobre la vida cultural i esportiva de Reus, com per exemple a l'Àlbum del centenari del Reus Deportiu: 1909/2009, a cura d'Albert Arnavat, i publicada pel club l'any 2009.